# Oyigbo
Oyigbo es una localidad del estado de Rivers, en Nigeria, con una población estimada en marzo de 2016 de 176 100 habitantes.
Se encuentra ubicada al sur del país, en la zona del delta del Níger, junto a la costa del golfo de Guinea.